# Anders Beer Wilse
Anders Beer Wilse (født 12. juni 1865 i Flekkefjord i Agder, opvokset i Kragerø (Vestfold og Telemark) ; død 21. februar 1949 i Oslo) var en norsk fotograf, hvis mange billeder tjener som værdifuld dokumentation af norsk arbejdsliv, folkekultur, mennesker og natur gennem første halvdel af 1900-tallet.
De tjente også til at forme "hvor og hvordan turisten skulle oppleve det norske landskapet".
Wilse stod til søs som 13-årig og tog eksamen som 17-årig fra Horten tekniske skole i 1882. 1884 emigrerede han til USA, hvor han købte sit første kamera 1886. Mens han opholdt sig i USA blev han 1892 gift med en norsk kvinde, og efter 16 år i USA vendte han 1900 med kone og tre børn tilbage til Norge. Efter 1901 at have etableret en fotoforretning i Christiania/Oslo begyndte han at rejse rundt i Norge, hvor han blandt andet fotograferede landskaber og kulturmindesmærker.
Han efterlod sig et meget stort billedarkiv der 2014 blev optaget i Norges dokumentarv.
| - Fotografier af og med Anders Beer Wilse - Skovhuggere ved douglasgran i Seattle, 1900 - Edvard og Nina Grieg 1906 Håndkoloreret dias: Wilse/DEXTRA Photo - Nesttun Station, 1907 - Bjørnstjerne Bjørnsons begravelse i Oslo 1910 Håndkoloreret dias: Wilse/DEXTRA Photo - Roald Amundsen på Svalbard 1925 - Den fredede 'Geirangervegen' ved Dalsnibba, et fjeld i Stranda kommune, 1926 - Knut Hamsun 1927 - Norske soldater 1928 - Tjæreproduktion i Målselvdalen, Troms 1928 Håndkoloreret dias: Wilse/DEXTRA Photo - Eid kirke i Nordfjord, et distrikt i Vestland ved Nordfjorden 1931. - "Lyntoget" NSB type 66 (no) Østbanestasjonen 1945 - Fotografen til hest Håndkoloreret dias: Wilse/DEXTRA Photo - Fotografen på cykel Håndkoloreret dias: Wilse/DEXTRA Photo - Piger i setesdalsbunad på vej til kirke Håndkoloreret dias: Wilse/DEXTRA Photo - Dyrskar fjeldpas, Haukelifjell Vinje kommune Håndkoloreret dias: Wilse/DEXTRA Photo |